# Antilophia bokermanni
Il manachino dell'Araripe (Antilophia bokermanni Coelho & Silva, 1998) è un uccello passeriforme della famiglia Pipridae, endemico della Chapada do Araripe, nel nord-est del Brasile.

## Descrizione

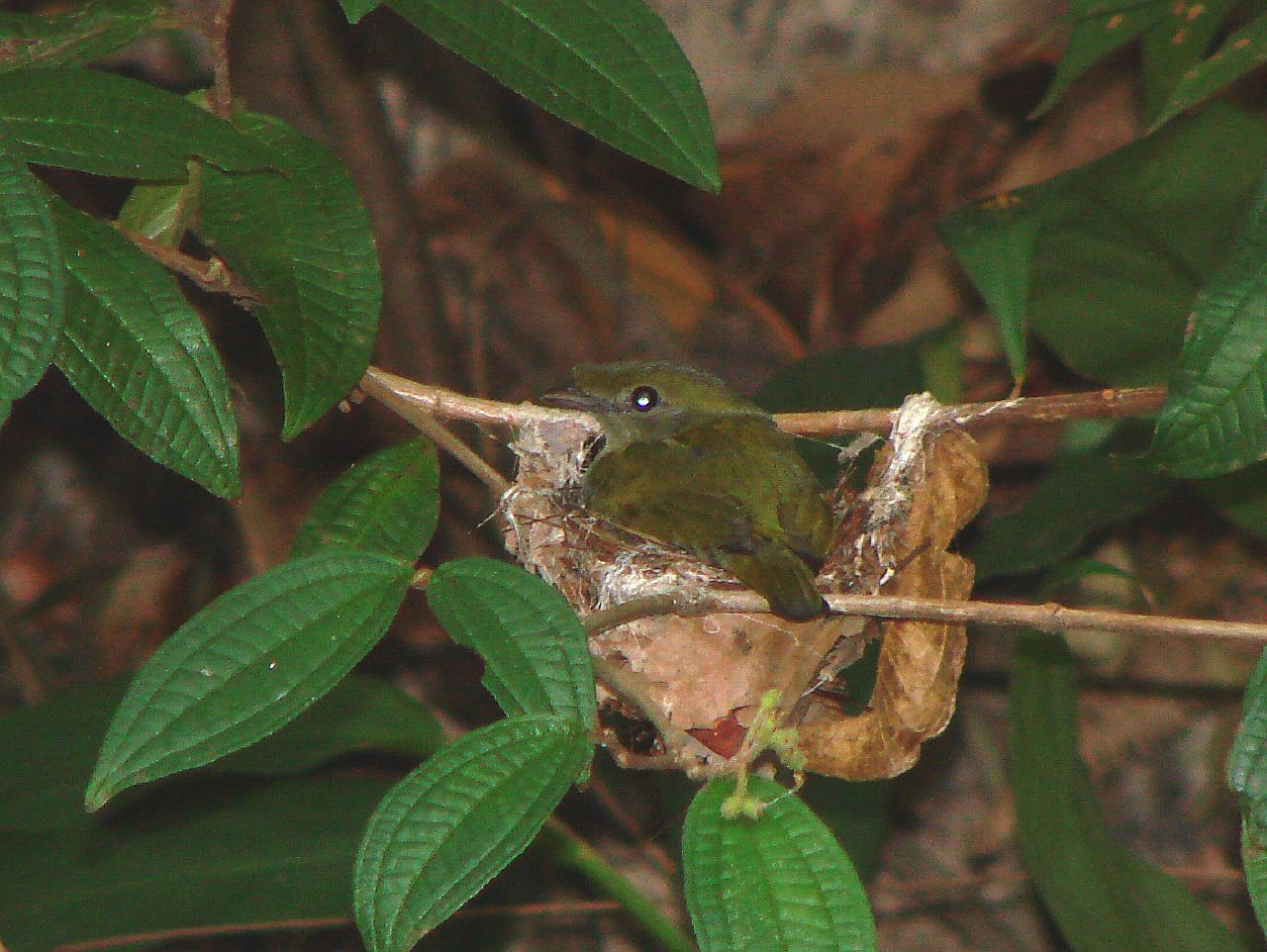
Femmina nel nido.

È un uccello passeriforme lungo circa 15 cm. Come altri manachini, presenta un marcato dimorfismo sessuale: il maschio ha un piumaggio prevalentemente bianco con penne remiganti e timoniere nere e un vistoso ciuffo color carminio sul capo, mentre la femmina ha una livrea uniformemente verde-olivacea, più chiara sui fianchi, e un ciuffo meno pronunciato.

## Distribuzione e habitat
L'areale di questa specie è ristretto a un'area di circa 28 km² di foresta umida ubicata sul versante nord-orientale della Chapada do Araripe, un altopiano che sorge nel Ceará meridionale (Nord-est del Brasile).

## Conservazione
Per la ristrettezza del suo areale, ove è stimato che sopravvivano circa 800 esemplari, la IUCN Red List classifica Antilophia bokermanni come specie in pericolo critico (Critically Endangered).